# Diogmites nigritarsis
Diogmites nigritarsis är en tvåvingeart som först beskrevs av Macquart 1846.  Diogmites nigritarsis ingår i släktet Diogmites och familjen rovflugor. Inga underarter finns listade i Catalogue of Life.